# Ruben Rozendaal
Ruben Rozendaal (Paramaribo, 21 de septiembre de 1956-Paramaribo, 1 de diciembre de 2017) fue un militar surinamés.

## Biografía
Rozendaal fue uno de los líderes del golpe militar perpetrado en Surinam en 1980, conocido como El golpe de los sargentos, el cual instaló la dictadura militar de Desi Bouterse. 
Fue sospechoso de haber participado en los Asesinatos de Diciembre en 1982. Según la declaración de Fred Derby, líder sindical y único sobreviviente de los asesinatos de diciembre, Rozendaal fue uno de los cuatro soldados que detuvo a Derby en su casa y lo condujo al Fuerte Zeelandia la noche del 7 al 8 de diciembre de 1982.
Rozendaal se defendió de esto último diciendo que los militares involucrados en los sucesos habían recibido órdenes de Bouterse tras un supuesto intento de Golpe de Estado, tras el cual las quince personas posteriormente asesinadas debían ser detenidas en calidad de sospechosos. Rozendaal, durante el juicio por los episodios, descartó la hipótesis de una intentona golpista y junto con negar su relación a los asesinatos, calificó a estos últimos como un acontecimiento "brutal y cobarde".
En 2012, Rozendaal declaró que en la década de 1980 y principios de la década de 1990, Dési Bouterse suministró armas a las FARC de Colombia a cambio de cocaína. Efectivamente, un documento de 2006 de la embajada estadounidense (publicado por Wikileaks) ya había informado sobre una posible conexión entre Bouterse y las FARC.
El 30 de octubre de 2017, el fiscal militar Roy Elgin exigió diez años de prisión para Rozendaal en el juicio por los asesinatos de diciembre. Ruben Rozendaal se suicidó el 1 de diciembre de 2017.